# 臥龍崗

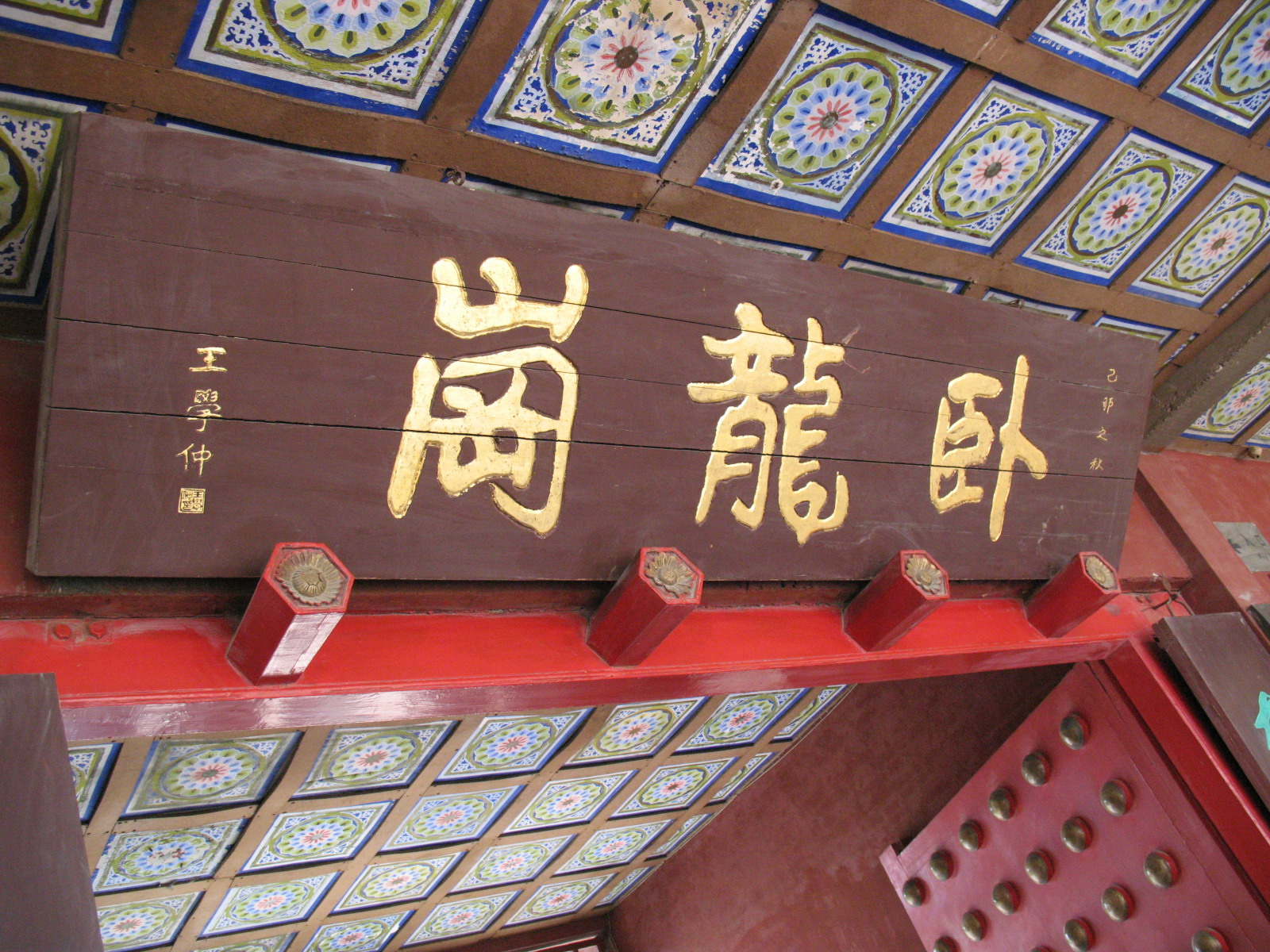
臥龍崗

臥龍崗（がりゅうこう）は、中華人民共和国河南省南陽市郊外にある地名。現在の行政区画では南陽市臥龍区臥龍崗街道にあたる。三国時代の蜀の丞相・諸葛亮ゆかりの地とされている。

## 歴史
後漢末、若き頃の諸葛亮とその弟諸葛均が草廬を結んで暮らした土地とされており、小説『三国志演義』で劉備が諸葛亮を軍師として迎えるために三顧の礼をおこなった舞台はここであるという。ただし、三顧の礼の場所は湖北省襄陽市襄州区の古隆中などにもある。
この地では晋の時代に諸葛亮の祭祀がはじまったといい、唐や宋のころにはすでに盛んになっていた。元の延祐4年（1317年）、仁宗アユルバルワダは南陽臥龍崗にある古建築を「武侯祠」と命名した。清の康熙50年（1711年）に改修が行われている。